# Catedral de Santa María (Cagliari)

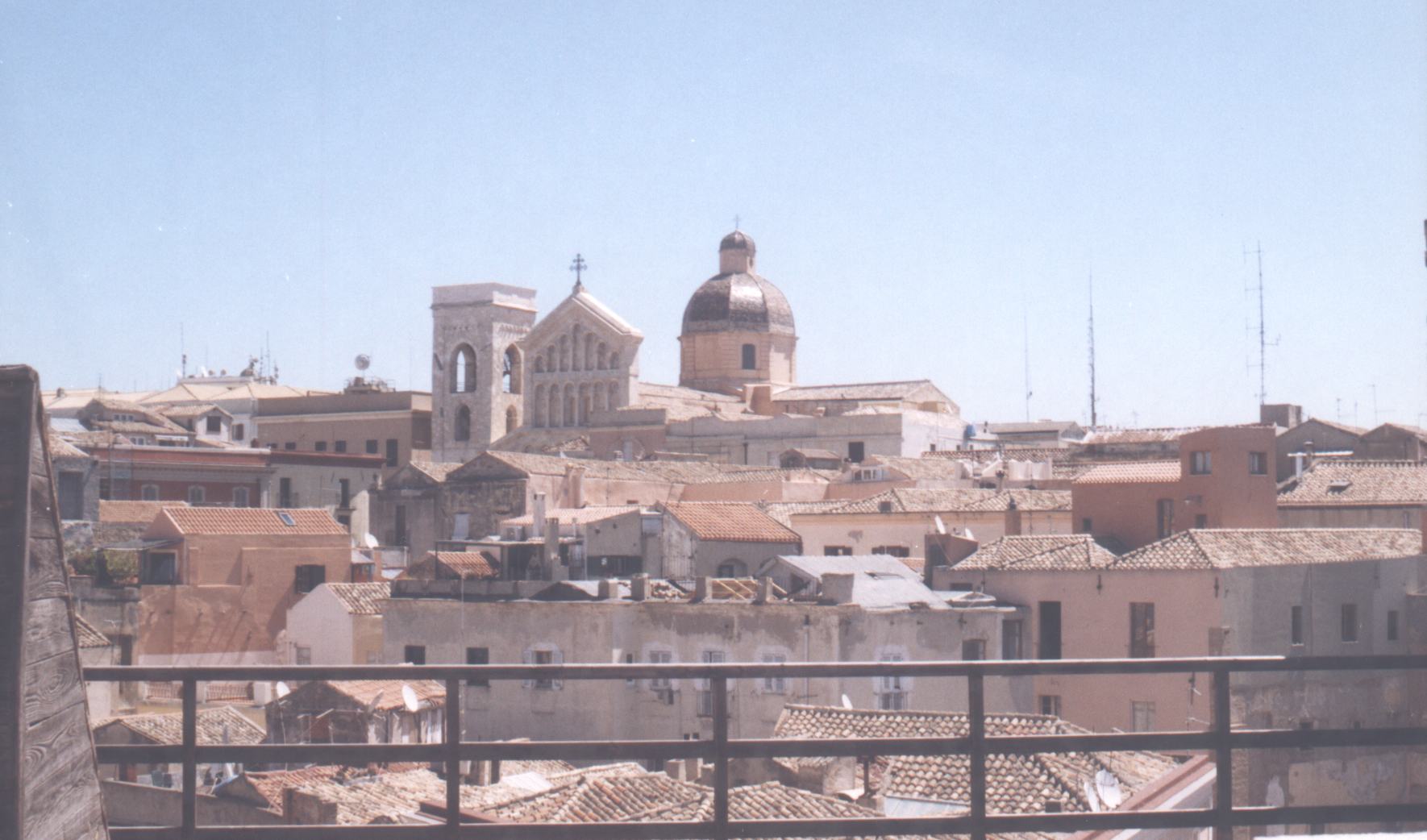
La catedral vista desde la Torre del Elefante.

La catedral de Cagliari, llamada comúnmente catedral de Santa María, es una iglesia católica italiana dedicada a la Asunción de la Virgen y a Santa Cecilia. Es la iglesia principal de la archidiócesis de Cagliari, sede de la cátedra del arzobispo metropolitano, y además templo parroquial del barrio histórico de Castello.
La iglesia amalgama diversos estilos artísticos y custodia siete siglos de memoria histórica de la ciudad de Cagliari. Construida durante el siglo XIII en estilo románico pisano, fue elevada al rango de catedral en 1258. Cuando Cagliari fue capital del reino de Cerdeña, ahí prestaban juramento los representantes de los tres stamenti (brazos del parlamento sardo). Durante el siglo XVII, se decidió transformar el templo en un nuevo estilo, el barroco. En la década de 1930 fue erigida la actual fachada neorrománica, inspirada en la fachada de la catedral de Pisa.
La catedral, además de ser un importante lugar de culto en el que se desarrollan las principales celebraciones del año litúrgico precedidas por el arzobispo, es uno de los monumentos más notables y visitados de la ciudad.

## Historia
La primera etapa de la iglesia se debe a los pisanos, que la levantaron dentro de los muros de una fortificación, el Castel di Castro. Construida probablemente en 1217 (cuando los pisanos se instalaron en la colina de Castello), la primera mención que da fe de la existencia de la Iglesia de Sancte Marie de Castello se remonta a 1254. En estilo románico, esta iglesia original tenía planta rectangular, dividida en tres naves, con bóveda de crucería sobre las dos naves laterales y techumbre de madera en la nave central y estaba dedicada, al igual que la catedral de Pisa, a la Asunción de María.

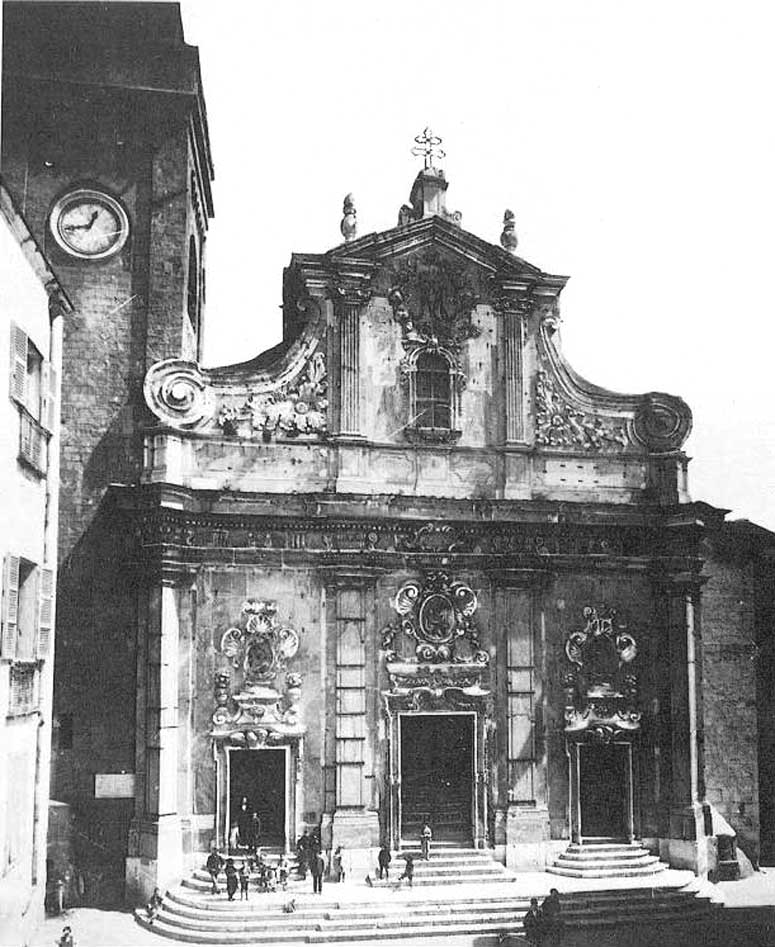
La catedral con su fachada barroca. Fotografía de principios del.

En 1258, después de la destrucción por parte de los pisanos de la ciudad de Santa Igia —capital del juzgado de Cagliari— y de la catedral de Santa Cecilia, la iglesia de Santa María de Cagliari fue elevada a catedral de la diócesis cagliaritana, y se agregó el culto de Santa Cecilia en su dedicación. A principios del siglo XIV se construyó el transepto, que le dio a la planta una forma de cruz latina, y las dos puertas laterales. Sobre la fachada se abrió una ventana bífora gótica, y posteriormente hubo intervenciones en el campanario.
La construcción de la primera capilla se remonta al primer ventenio del siglo XIV, en estilo gótico italiano, en el brazo izquierdo del transepto.
Con la conquista de Cagliari por los aragoneses se concluyó el brazo derecho del transepto y se edificaron otras capillas, de las cuales sólo la de la Santa Espina (llamada también "Capilla Aragonesa") ha permanecido intacta.
En 1618 terminaron los trabajos con los que el arzobispo español Francisco de 
Esquivel levantó el nivel del presbiterio para construir el 
Santuario de los Mártires. 
El 22 de noviembre de 1699 (día de Santa Cecilia), el obispo Pietro Vico dispuso reconstrur el interior y la fachada en estilo barroco, confiando la dirección de las obras a Domenico Spotorno.
La remodelación, que duró hasta 1704, borró casi por completo la primitiva iglesia románica: en 1702 la fachada barroca fue terminada por el arquitecto Pietro Fossati; el pavimento fue sustituido por taracea de mármol; se colocaron pilastras de caliza en lugar de las columnas románicas; en el crucero se levantó la cúpula y las capillas góticas del transepto fueron clausuradas; en su lugar se erigieron los monumentos fúnebres de los arzobispos Machín y La Cabra.
En los primeros años del siglo XIX, después del retiro de algunos elementos de mármol, la fachada barroca se demolió, al término de una disputa en la que fue protagonista el entonces superintendente de monumentos Dionigi Scano, quien tenía la esperanza de recuperar la antigua fachada románica. La catedral permaneció por cerca de veinte años sin fachada hasta que, en 1933 se construyó la actual, que imita al estilo románico pisano, utilizando piedra caliza de la colina de Bonaria y fragmentos escultóricos de la iglesia original. El proyecto fue ejecutado según diseño del arquitecto Francesco Giarrizzo. En 1999 se efectuó una remodelación de la cúpula, del techo y del campanario.

## Descripción

### Exterior
El edificio se anuncia desde lejos gracias a la elevada cúpula octogonal que, junto con las torres de San Pancracio y del Elefante, hacen inconfundible el horizonte del barrio de Castello desde el oriente.

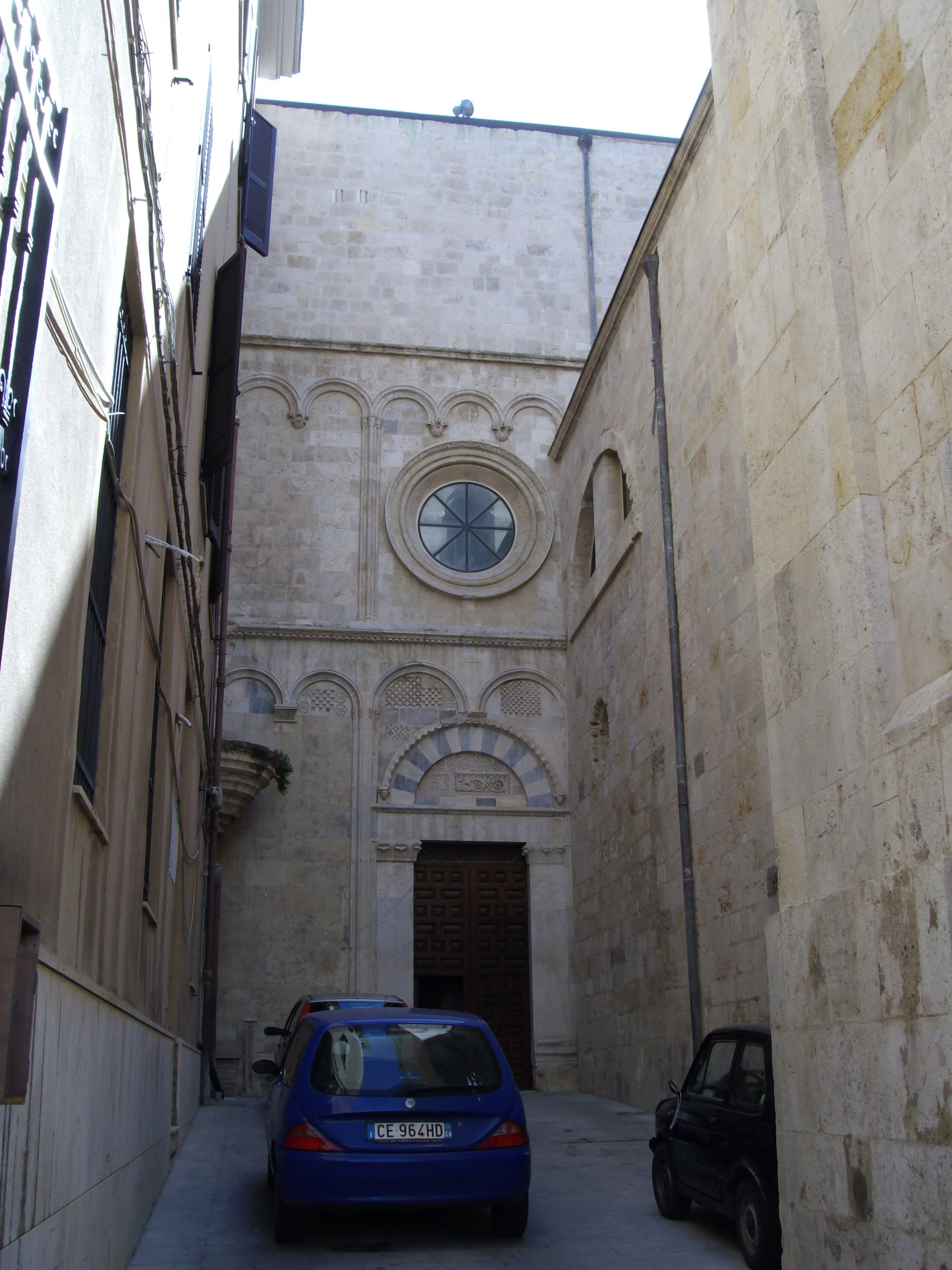
Fachada del brazo norte del transepto.

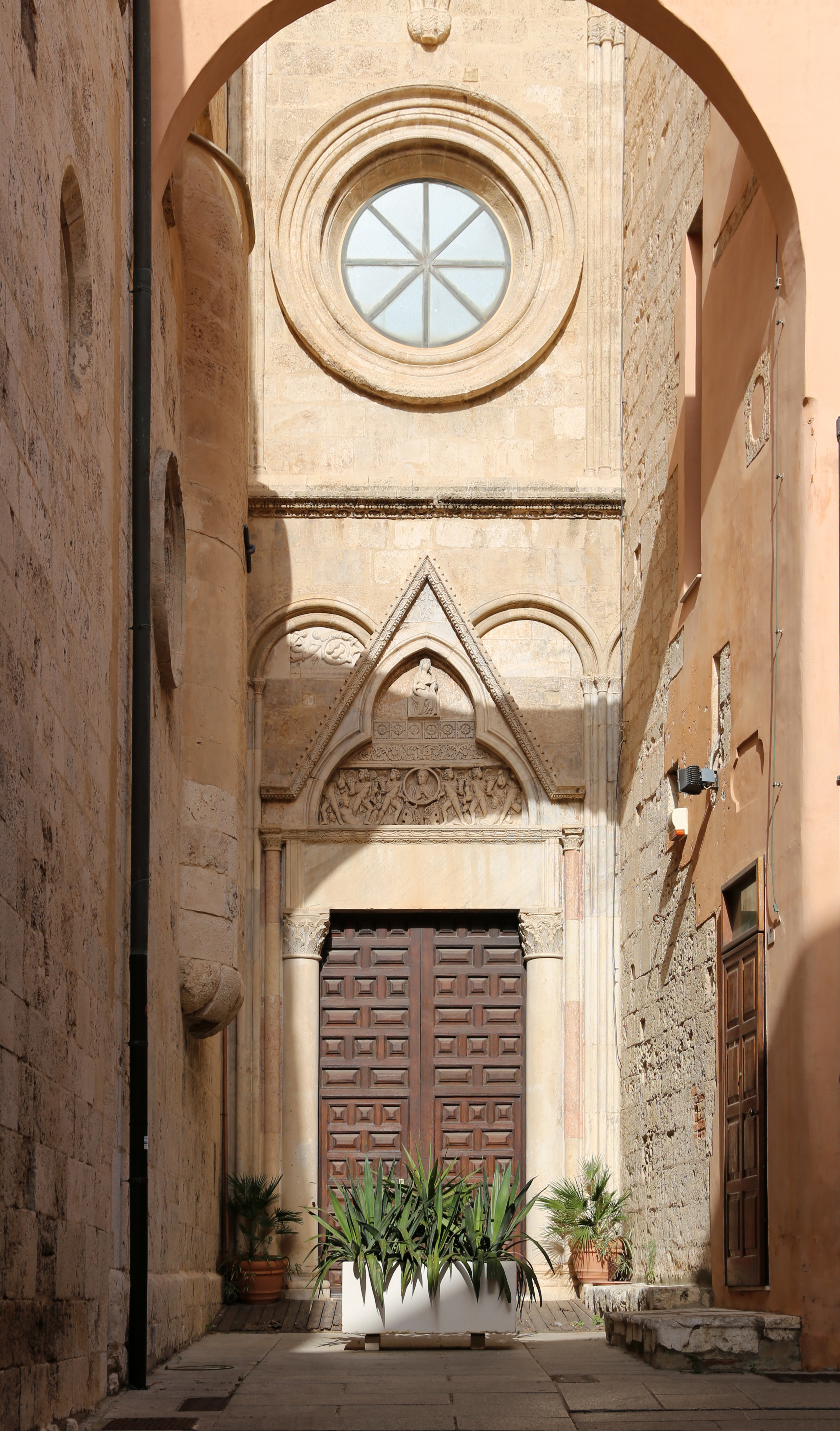
Fachada del brazo sur del transepto.

La fachada principal neorrománica de 1933 está dividida en tres partes, de las cuales la central, más elevada y correspondiente a la nave mayor, termina en campana; mientras que las dos laterales, correspondientes a las naves laterales, son más bajas y terminan en media campana.
En la parte inferior de la fachada, destacada con lesenas y bandas lombardas, se abren tres portales con arquitrabes y arcos de medio punto. La arquitrabe del portal principal es románica original, una pieza decorada con motivos florales; sobre ella, hay una luneta en la que se representa con mosaicos a la Virgen María y al Niño.
Sobre los portales laterales hay dos lunetas de menor tamaño, en las que se representan, también en mosaico, San Saturnino (a la izquierda), santo patrono de Cagliari, con una palma en la mano, y Santa Cecilia (a la derecha), copatrona de la catedral, con un órgano como atributo.
En la parte superior, la fachada consiste de tres cuerpos, decorados con falsas logias (galerías) de arcos románicos sostenidos por delgadas columnillas. Sobre la galería intermedia se lee la inscripción dedicatoria en latín: Sanctae Mariae Reginae Sardorum. La fachada está flanqueada por la imponente torre campanario, originaria del siglo XII, de estilo románico pisano, con planta cuadrada y decorada en la cima con arcos de medio punto.
A la etapa constructiva del primer ventenio del siglo XIV corresponden las fachadas laterales de los dos brazos del transepto con sus respectivos portales, en los que se nota claramente la transición del románico pisano al nuevo estilo gótico. El portal del brazo norte es típicamente románico, mientras el brazo sur pertenece ya al gótico; este último está embellecido con un fragmento de sarcófago romano y una escultura de la Madonna con Niño del siglo XIV, de la escuela toscana.

### Interior

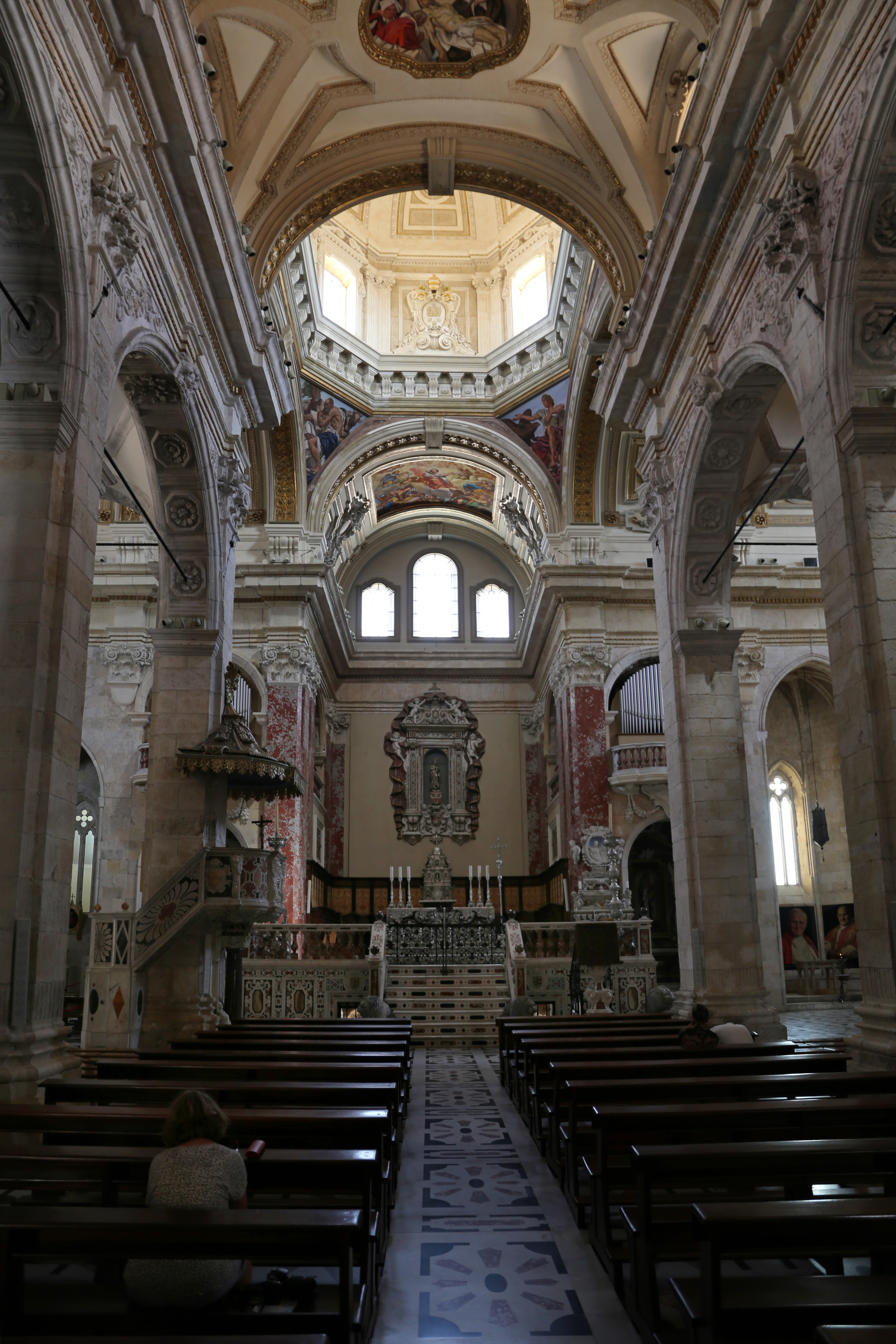
Interior de la catedral, hacia el oriente.

El interior de la iglesia, de planta de cruz latina, consiste de tres naves con transepto y capillas laterales; de éstas, tres se encuentran en cada una de las naves laterales, y cuatro más se abren en el transepto.
A la entrada hay dos pilas de agua bendita originales del siglo XVII.
El pavimento, reconstruido en 1956 de acuerdo al diseño original del siglo XVII, es de taracea de mármol policromada.
En la bóveda de la nave central hay frescos que representan La exaltación de la cruz, las historias de la difusión de la fe en Cerdeña y La piedad, todos obras de Filippo Figari (1885-1975).

#### El púlpito del Maestro Guglielmo

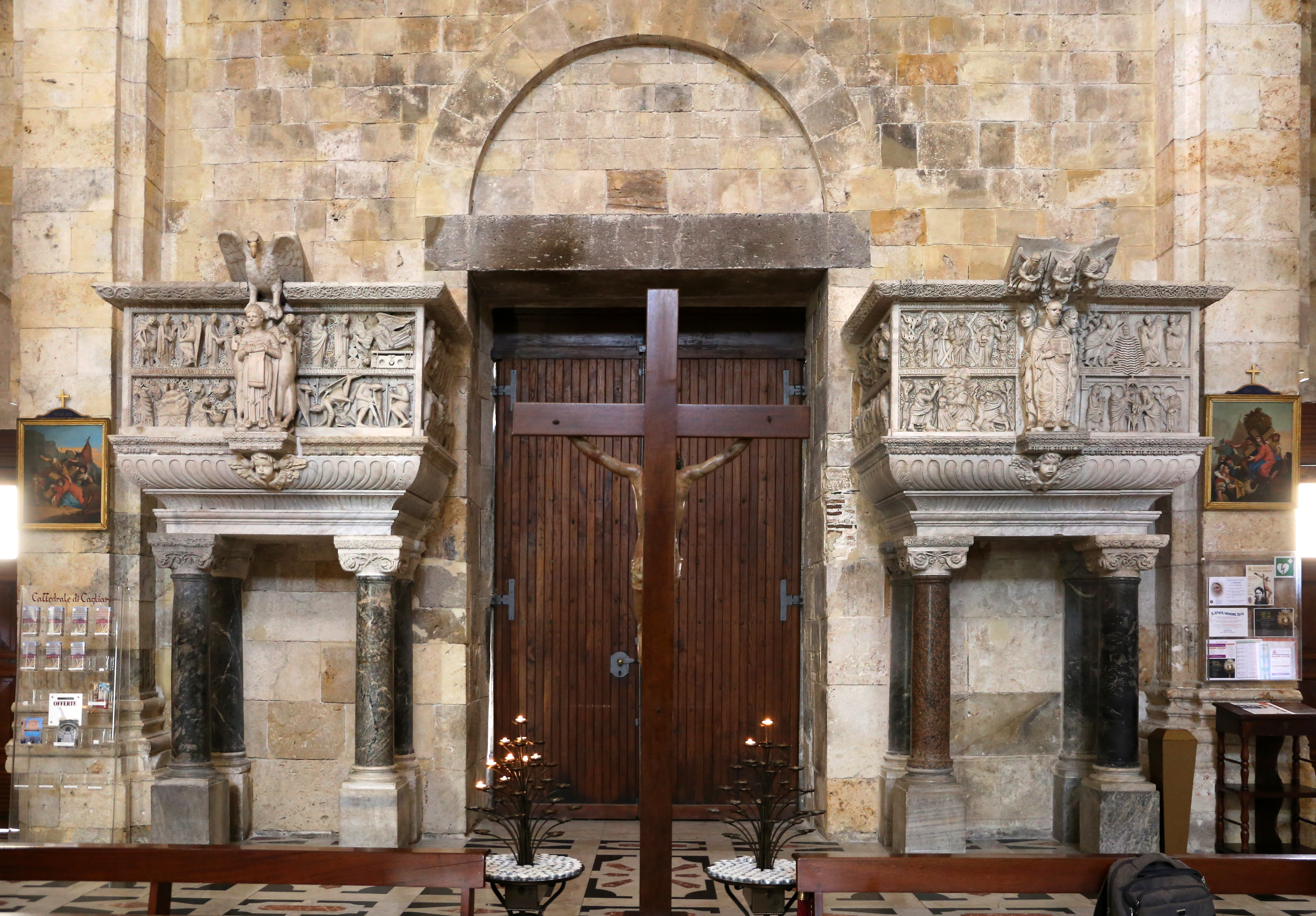
El púlpito de Guglielmo.

A los lados del portal central hay dos púlpitos tallados en mármol derivados de un único original (encargado en 1158 y concluido en 1162), obra del maestro Guglielmo, ejecutado en un principio para la catedral de Pisa. Estas dos piezas son una destacada obra escultórica y se cuentan entre los mayores tesoros artísticos de la catedral de Cagliari. En 1312 el púlpito fue colocado en esta catedral, a la izquierda de la nave central junto a la tercera columna.
Durante la reconstrucción de la catedral en 1669 el púlpito de Guglielmo fue intervenido drásticamente y dividido en dos púlpitos. Estos fueron colocados desde entonces en su emplazamiento actual. Antes de ser mutilado, el púlpito estaba sostenido por siete columnas, cuatro de ellas colocadas sobre esculturas de leones, las cuales están ahora al pie del presbiterio.

#### Capillas de la nave derecha

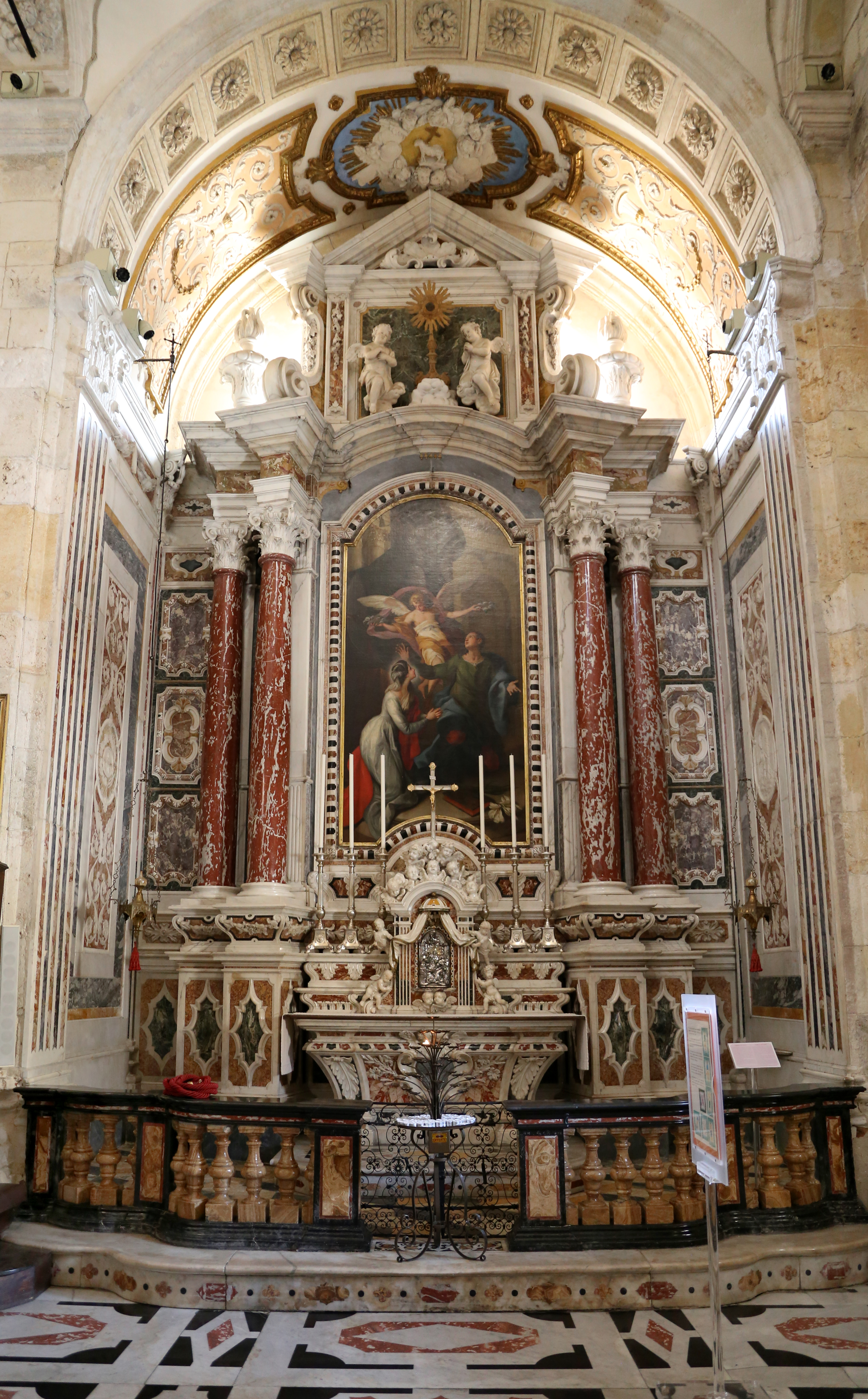
Capilla de Santa Cecilia.

Capilla de Santa Cecilia. Es de estilo barroco piamontés. Al centro está la pintura titulada Las noches místicas de Santa Cecilia, de Pietro Angeletti. Sobre el sagrario repujado en plata está el cuadro La cena de Emaús, atribuida a Lorenzo Lavy.
Capilla de Nuestra Señora de San Eusebio, llamada también Capilla de la Virgen Negra por la presencia de una escultura de María en ese color, tallada en madera de cedro de Líbano, de 1.55 m de altura. Esta imagen es una de las tres copias que San Eusebio, obispo de Vercelli, llevó consigo al regreso de su exilio en Palestina en el año 362. Las otras dos copias de la imagen mariana se encuentran en Crea y en Oropa.
Capilla de San Miguel. Sobre el altar de mármol, detrás de dos columnas torcidas, se encuentra la escultura titulada San Miguel expulsando a los ángeles rebeldes, obra del siglo XVIII de Giuseppe Masetti. A los lados hay dos esculturas que representan a San Juan Evangelista y al profeta Isaías. Fue restaurada en 1939.

#### Capillas de la nave izquierda

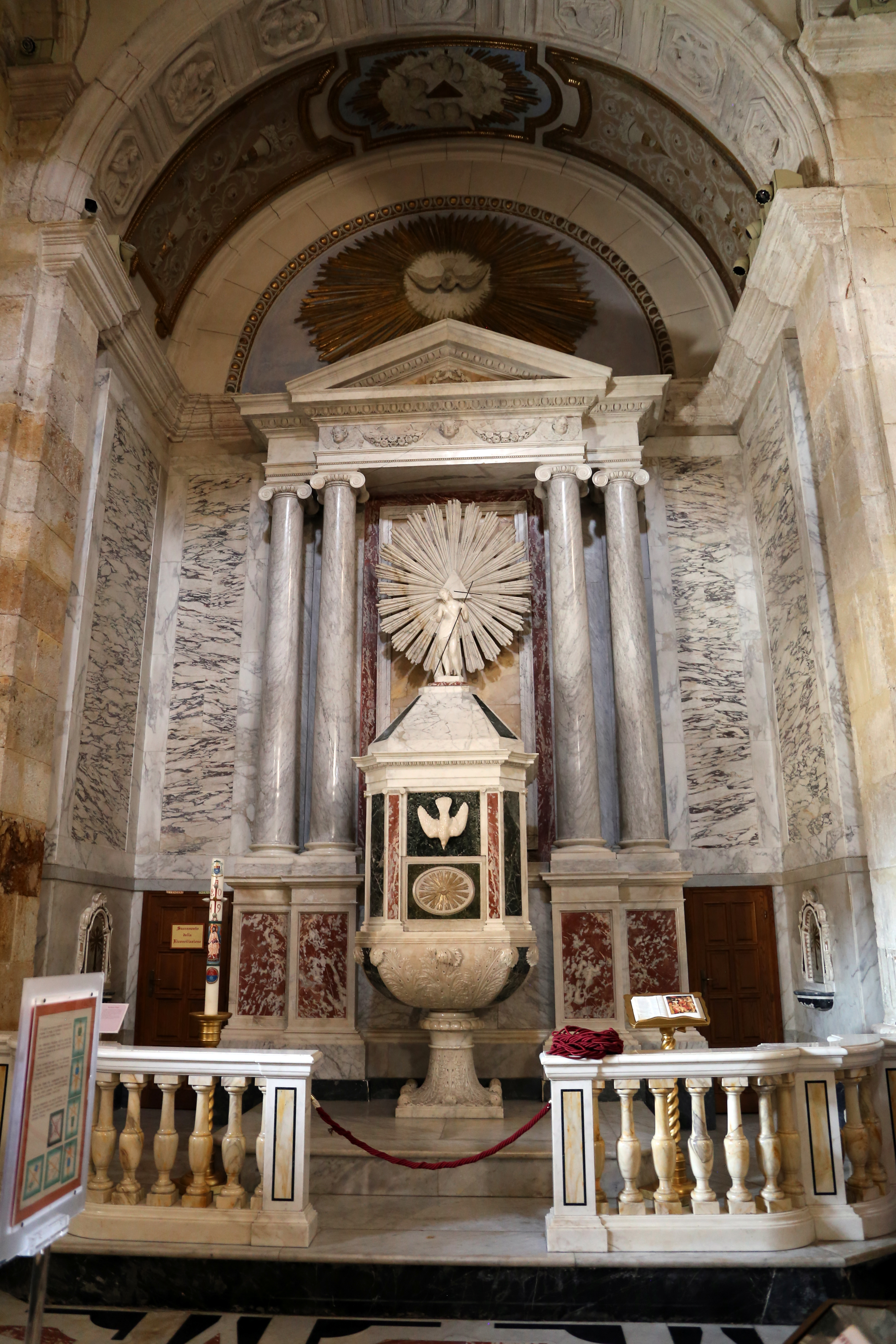
Baptisterio.

Capilla del Baptisterio. Fue construida en el siglo XVII por Domenico Spotorno, quien para erigirla demolió dos lados del campanario, y reconstruida por Francesco Cucchiari en estilo neoclásico en 1824. De la capilla original se conserva una pila de mármol que servía para conservar el agua bendita.
Capilla de Santa Bárbara. Fue construida por voluntad de monseñor Raulo Costanzo Falletti, virrey de Cerdeña y arzobispo de Cagliari. La capilla presenta en el centro el cuadro Santa Bárbara negándose a adorar a los ídolos paganos, atribuido por algunos a Corrado Giacquinto y por otros a uno de los hermanos Carracci. A los lados se encuentra el monumento funerario a Raulo Costanzo Falletti y a su hermano Gerolamo.
Capilla de Nuestra Señora de la Merced. Fue mandada erigir por el arzobispo Bernardo de Cariñena, quien pertenecía a la Orden Mercedaria. Al centro, el cuadro La virgen y santos de la orden mercedaria, de Giacomo Altomonte. Bajo el lienzo, una escultura de la Virgen del Pilar y una estatua del obispo Cariñena. A los lados, el monumento del marqués Amat y del arzobispo Paolo Maria Serci.

#### Transepto

##### Brazo derecho

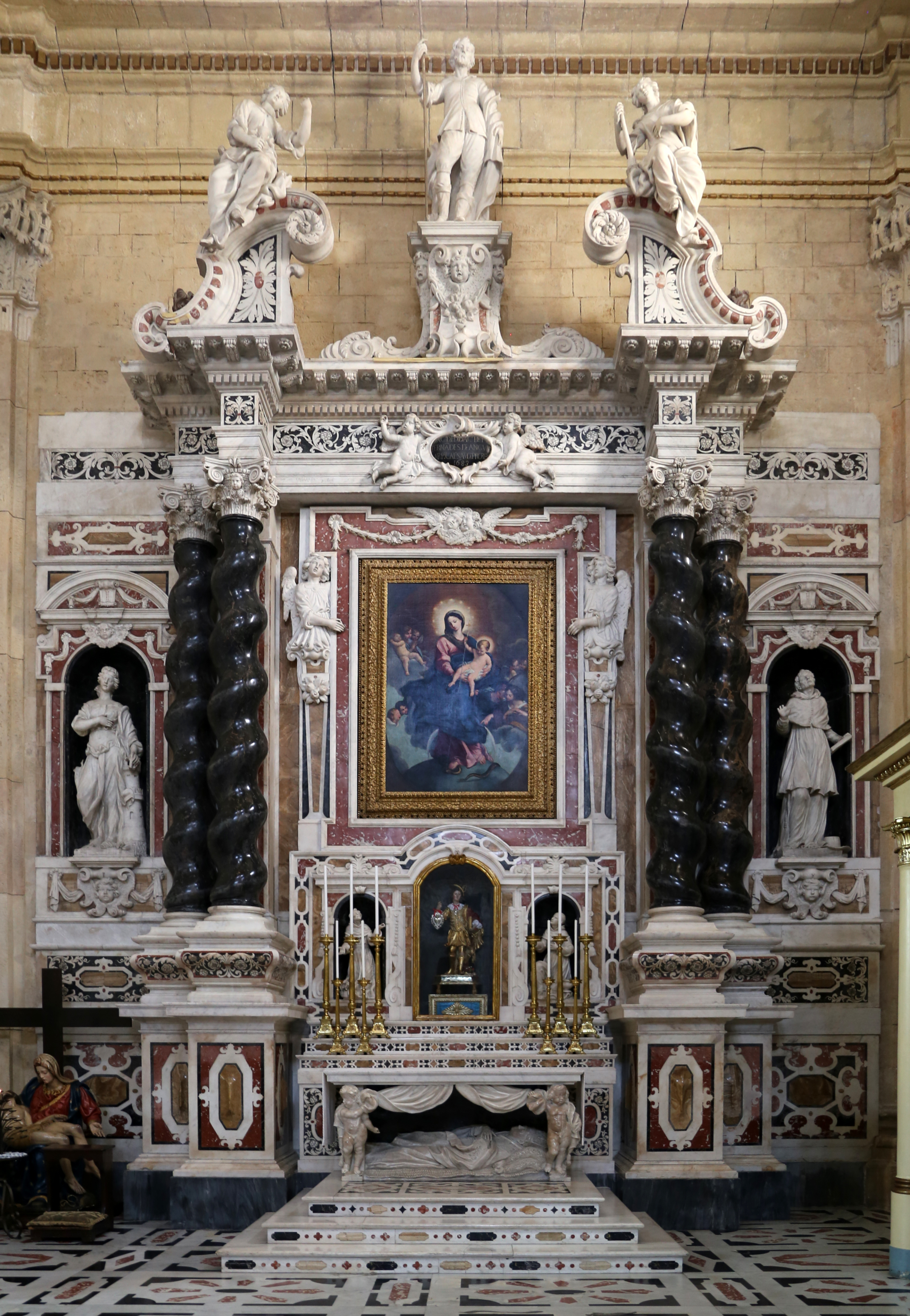
Altar de San Isidro.

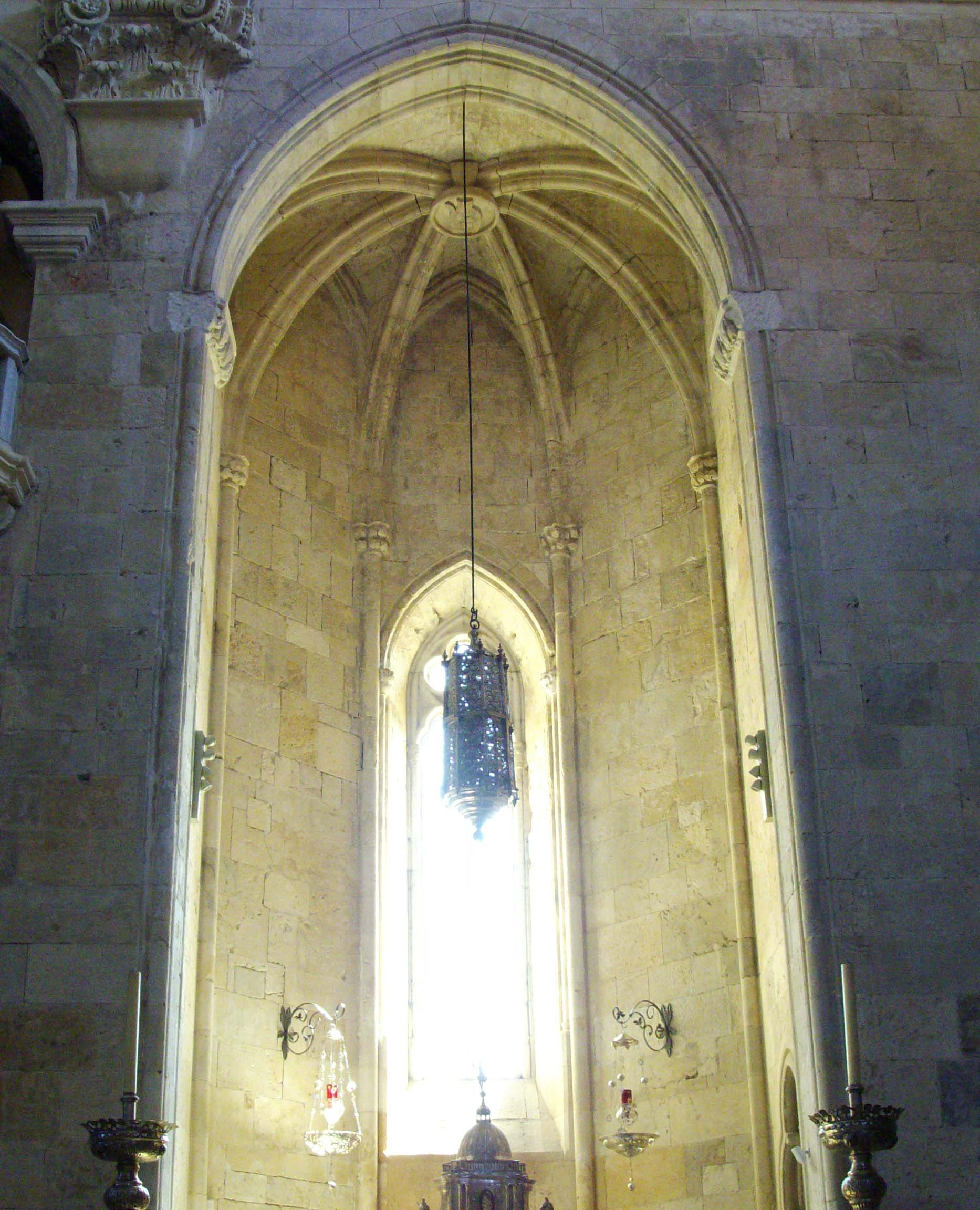
Capilla de la Santa Espina.

En el muro derecho se encuentra el mausoleo del arzobispo Bernardo de La Cabra, monumento fúnebre barroco que recuerda a quien fuera la primera víctima de la peste en Cagliari en 1655. En el muro del fondo se halla el fastuoso altar de San Isidro, construido por voluntad del arzobispo y virrey Diego Fernández de Angulo en 1683 para celebrar la canonización de San Isidro Labrador, cuya estatua está en la cima del retablo. Al centro se halla el lienzo La Madonna Inmaculada con el Niño, también llamado La Madonna de lo stamenti sardos, porque frente a él prestó juramento hasta 1632 el representante del stamento militar, del stamento civil y del stamento religioso del gobierno sardo.
Bajo la mesa del altar está el monumento a Diego Fernández de Angulo. A los lados, las esculturas de Santa Bárbara, San Buenaventura, San Francisco de Asís, San Diego de Alcalá, San Saturnino y dos ángeles.
En el muro izquierdo, sobre la puerta de acceso a la sacristía, se encuentra el Políptico de la crucifixión, pintura de entre 1528 y 1530 atribuida a Michele o a Pietro Cavaro. El políptico comprende las escenas de la Virgen con el Niño, la Crucifixión, la Anunciación, San Jerónimo, San Mateo y San Bartolomé.
Cerca de ahí se abre la Capilla Aragonesa o de la Santa Espina, edificada alrededor de 1328, año en que los aragoneses tomaron posesión del castillo de Cagliari. La capilla, de planta semioctogonal, es uno de los primeros ejemplos de arquitectura gótica catalano-aragonesa en Cerdeña. Sobre los capiteles que sostienen el arco ojival y sobre la llave de la bóveda en forma de paragua se aprecia el escudo de la Casa de Aragón. Se llama de la Santa Espina porque en el nicho del lado derecho se conserva una espina que de acuerdo a la tradición procede de la corona de Cristo. Sobre esl altar está un precioso sagrario de plata de ca. 1610, obra del artesano cagliaritano Giovanni Mameli, mientras que de la bóveda cuelga la linterna, también de plata y original del siglo XVII. En la capilla está sepultado el arzobispo de Cagliari Ernesto Maria Piovella, cuyos restos fueron trasladados aquí desde el cementerio de Bonaria en 1965.
En la Capilla del Sagrado Corazón de María se conserva un órgano de 1758, proveniente de la vecina iglesia de la Purísima. Sobre el altar hay una escultura de María. Esta capilla estuvo dedicada a San Saturnino, patrono de Cagliari.
En la bóveda del brazo derecho del transepto están las pinturas El poder de María y su protección sobre los sardos, y Santa Cecilia, ambas de Filippo Figari.

##### Brazo izquierdo

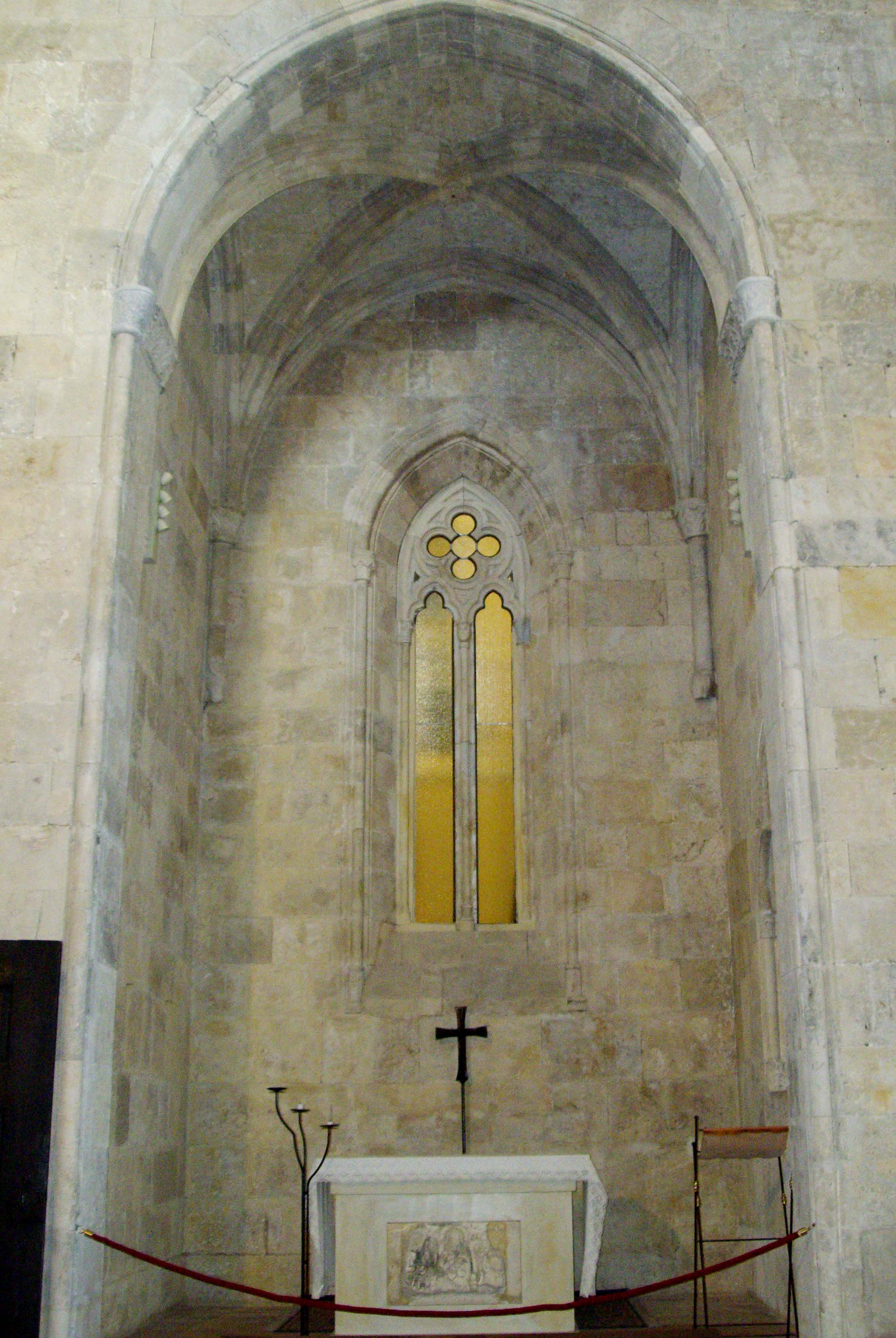
Capilla Pisana.

En el muro izquierdo del brazo derecho del transepto se abren dos capillas, simétricas a las del Sagrado Corazón de María y de la Santa Espina. La primera, la más cercana al presbiterio, es la Capilla del Crucifijo, del siglo XVIII, completamente recubierta de mármol veteado, que alberga en el altar un crucifijo de madera de entre el siglo XVI y el XVIII y dos esculturas de madera del siglo XVII de San Sebastián y San Roque.
La capilla siguiente, destinada a las fiestas de guardar, es llamada Capilla Pisana (en el pasado fue llamada también del Sagrado Corazón de Jesús o del Santísimo Sacramento). De planta cuadrada y bóveda de crucería, pertenece al estilo gótico toscano y es la capilla más antigua de catedral, pues se remonta al primer ventenio del siglo XIV. Bajo el altar hay un fragmento de madera de un púlpito del siglo XIII.

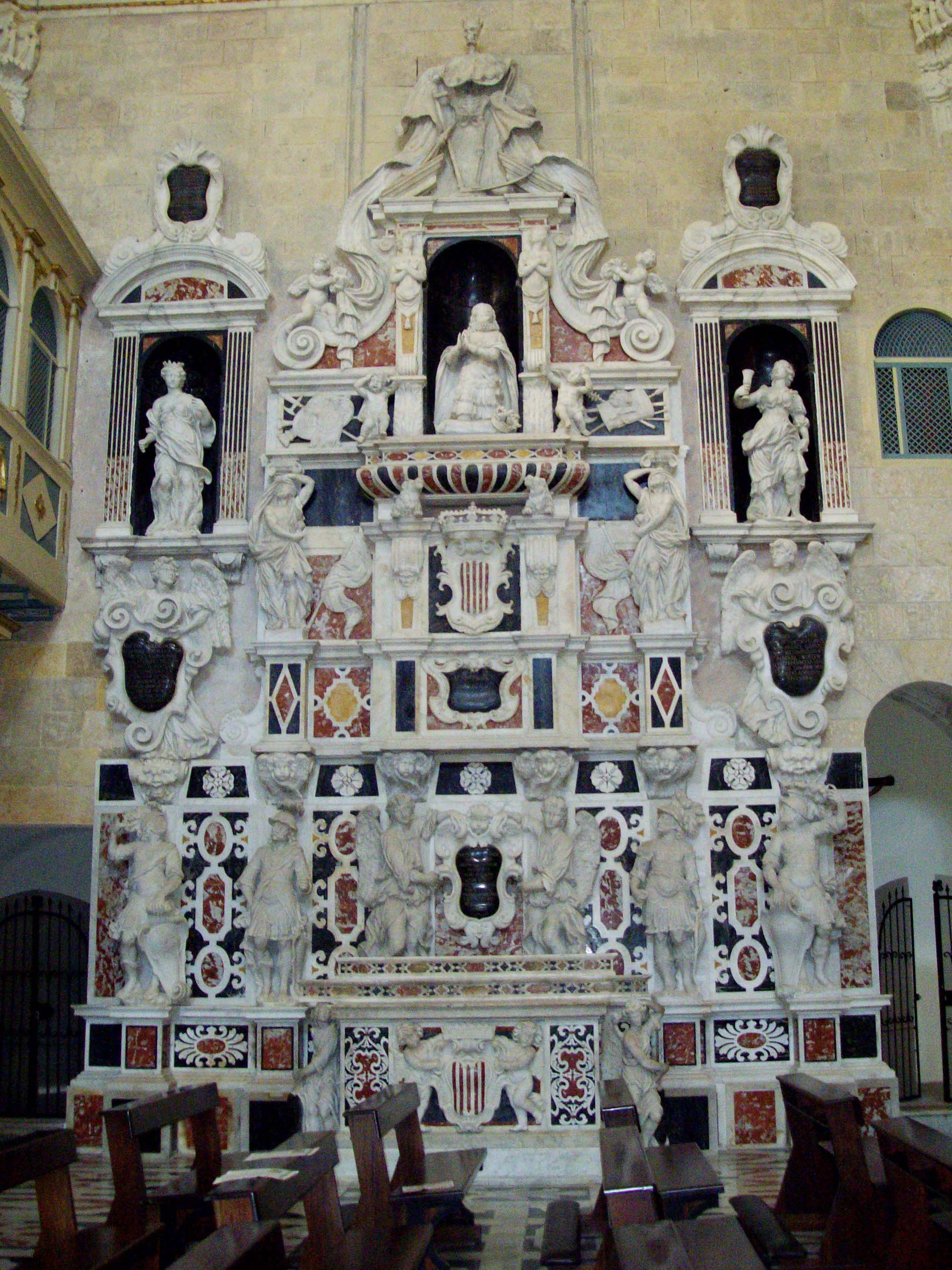
Mausoleo de Martín II de Aragón.

En la pared del fondo se levanta el mausoleo de Martín el Joven, un fastuoso monumento fúnebre en honor de Martín II de Aragón (1374-1409), muerto durante la conquista de Cerdeña en 1409. Su nombre está ligado a la victoria aragonesa en la batalla de Sanluri del 1 de julio de 1409 contra el Juzgado de Arborea y a la ferocidad de sus soldados.
El autor del mausoleo, inspirado en el barroco ligur-piamontés, fue Giulio Aprile, quien trabajó en ello entre 1676 y 1680, si bien los restos de Martín fueron transportados ahí hasta 1689.
En la parte inferior hay estatuas de guerreros y dos ángeles que sostienen un escudo; al centro el blasón del rey de Aragón y una inscripción con la fecha de su fallecimiento. Arriba, detrás de dos estatuas de leones, está la urna con los restos de Martín y la estatua del rey, así como otras estatuas que representan a la muerte, la justicia y la fe.
En la parte izquierda de la capilla se ubica el monumento a Ambrogio Machín, arzobispo de Cagliari y maestro general de la Orden Mercedaria, obra de Domenico Martini. Sobre el sepulcro está la llamada "Galería Real", un galería de madera en la que se sentaba a escuchar misa la familia real de Piamonte-Cerdeña durante su exilio en Cagliari (1799-1814).
En la bóveda de la capilla, las pinturas Cristo Rey y San Saturnino, de Figari.

#### Presbiterio

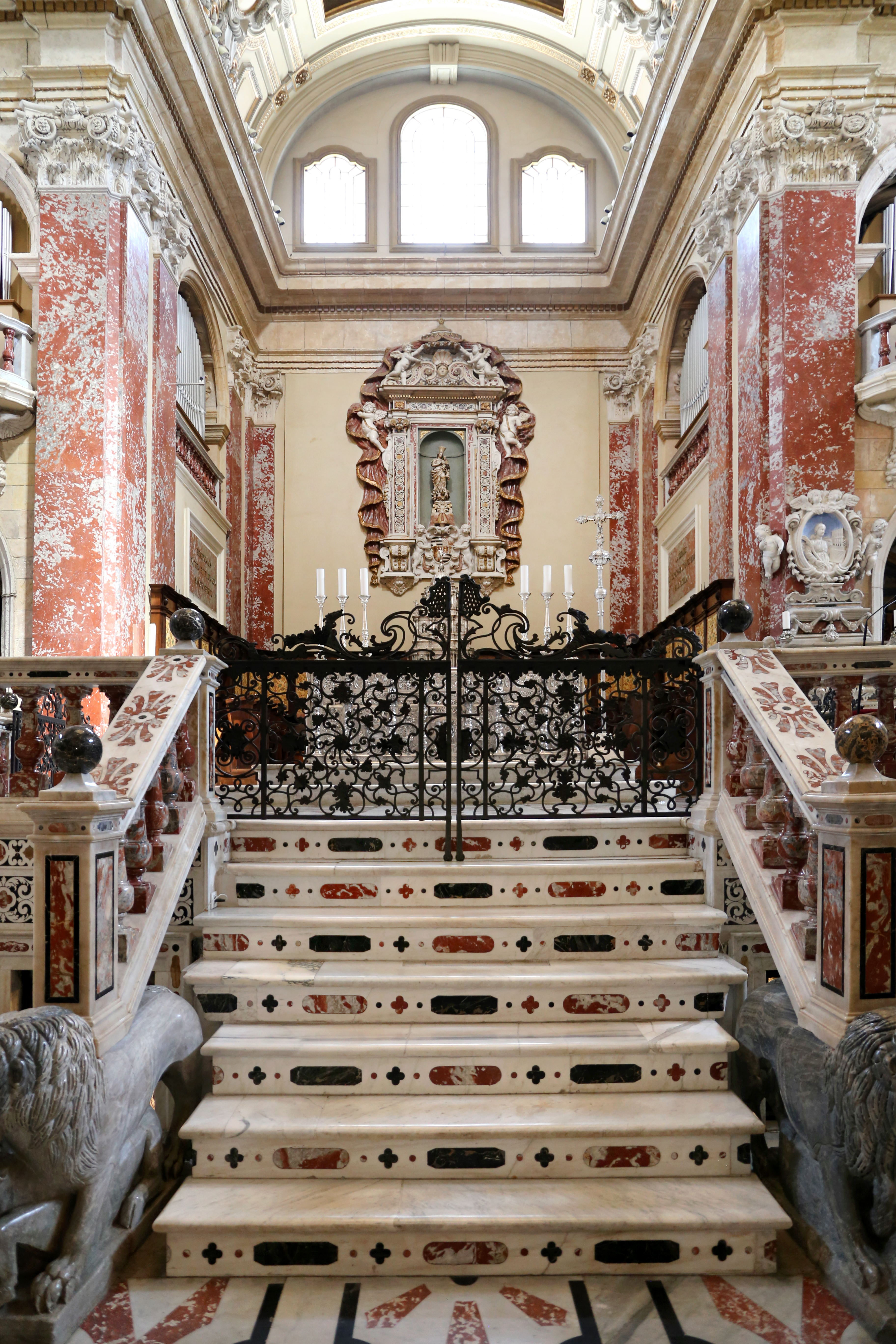
Altar mayor.

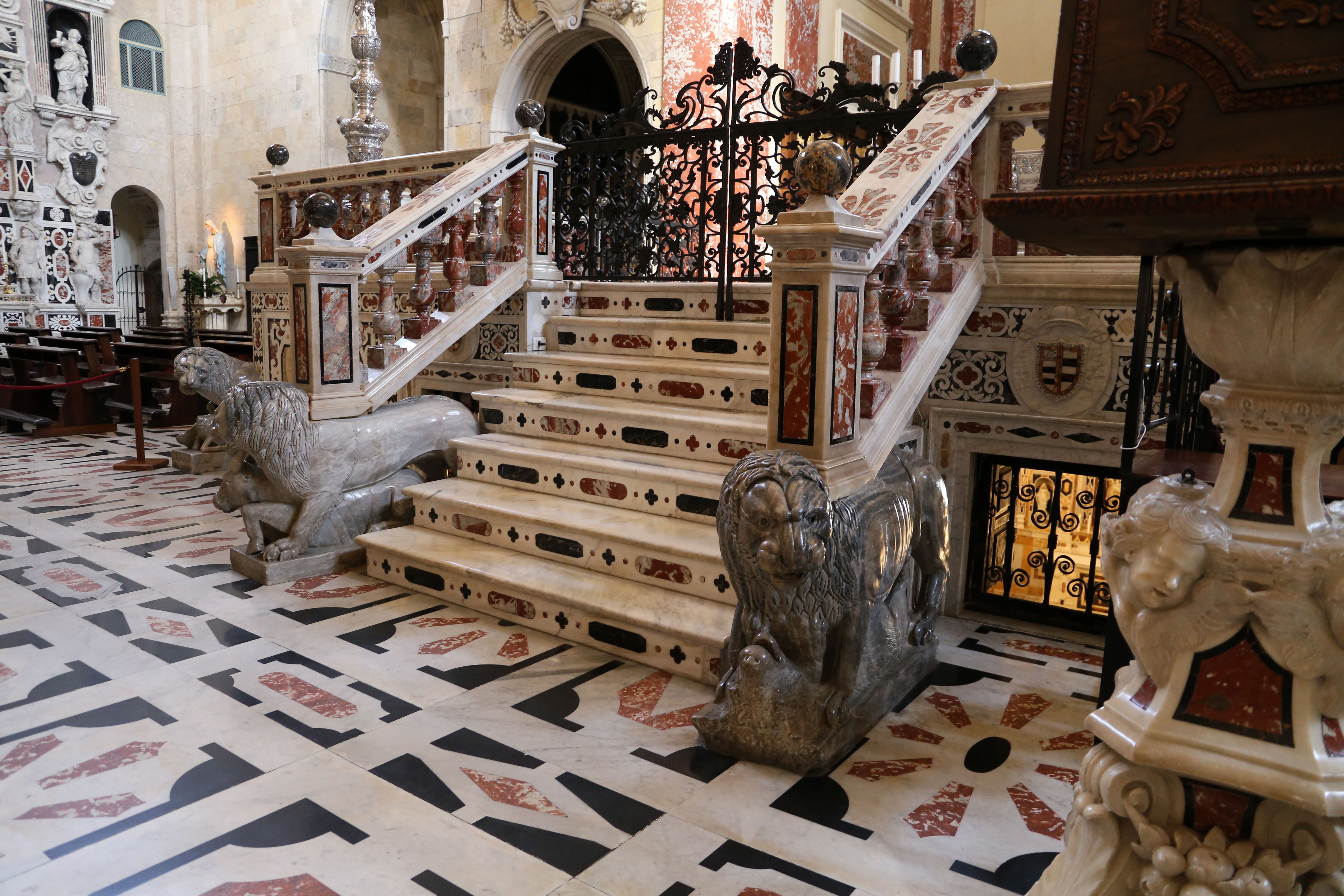
Uno de los cuatro leones de mármol del presbiterio, que originalmente sostenían el púlpito del Maestro Guglielmo.

El presbiterio está levantado por aproximadamente un metro con respecto al piso del resto del templo, y se encuentra cercado por una balaustrada de mármol adornada con marquetería. Esta disposición se debe a la voluntad del arzobispo Francisco de Esquivel, quien dispuso que bajo el presbiterio se construyera el Santuario de los Mártires.
Al pie de la balaustrada se encuentran cuatro leones estilóforos (es decir, que sostienen columnas) de mediados del siglo XII, en un principio colocados en la base de las columnas que sostenían el púlpito de Guglielmo cuando este aún estaba íntegro.
Al lado derecho del presbiterio se encuentra un elegante aparador de mármol con forma de altar, ordenado por el canónigo Pietro Sanna en 1702. En él se ubica en lo más alto un bajorrelieve con la imagen de Santa Cecilia, con una palma y un órgano.
Al centro del presbiterio se encuentra el altar mayor, una sencilla mesa de mármol sostenida por cinco columnas del mismo material. Se trata del altar original de la antigua iglesia románica que con el paso del tiempo, en particular durante el siglo XVIII, fue recubierto de numerosos ornamentos, mismos que fueron retirados durante una restauración en 2007. El frontal que recubría el altar, una pieza repujada en lámina de plata realizada en Madrid a mediados del siglo XVII, se conserva en el Museo del Tesoro de la Catedral. En el frontal están representados San Lucifer, Santa Cecilia, San Saturnino, San Jorge, San Efisio y San Sebastián.
Tras las últimas restauraciones, el precioso sagrario en forma de templo que dominaba el altar fue transferido a la capilla de la Santa Espina, lo mismo que la lámpara que colgaba de la cúpula.
Detrás del altar se encuentra el coro de madera del siglo XVII, en cuyo centro se ubica la cátedra del obispo Pietro Vico. En el muro del fondo encuentra sitio, en un elaborado nicho, la Virgen de Montserrat, advocación que los aragoneses agregaron a todas las iglesias sardas consagradas a la Virgen María. Bajo la escultura está el escudo del obispo Esquivel.
El órgano, de transmisión eléctrica, fue construido por la casa Vincenzo Mascioni de Cuvio (provincia de Varese) en 1955 y fue ampliado en 2007. Los tubos fueron colocados en las dos tribunas a los lados del presbiterio. Posee tres teclados y pedalero.
En la cúpula están representados Los cuatro evangelistas, de Filippo Figari, mientras que en la bóveda del coro se halla la pintura La gloria de Santa Cecilia de Antonio Caboni.

### Criptas de la catedral

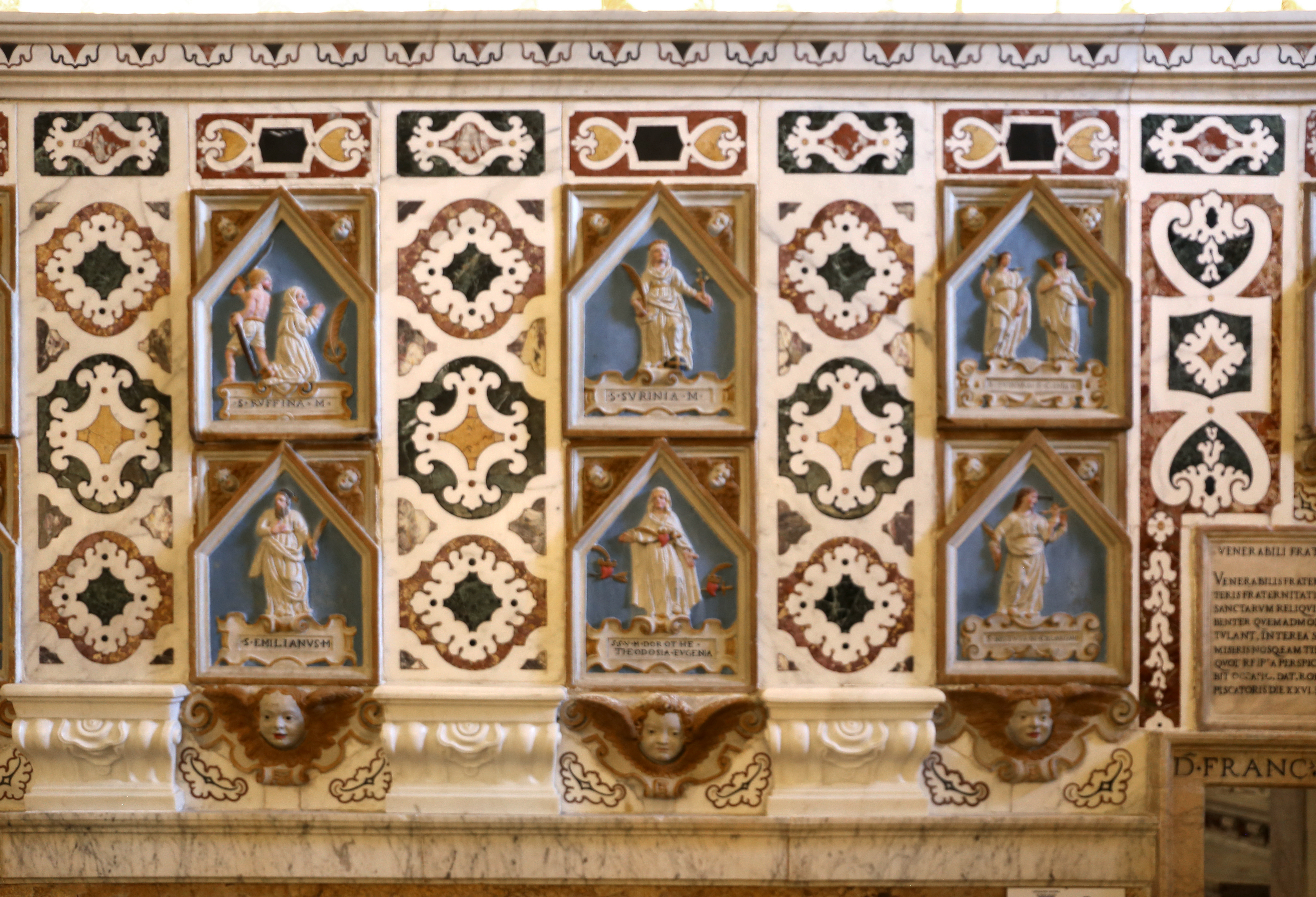
Parte de la decoración de mármol del Santuario de los Mártires.

Bajo el pavimento de mármol de la catedral hay varios recintos subterráneos, la mayoría de ellos no disponibles para visitas, que han sido destinados durante el paso de los siglos para sepulcros de diversos personajes, entre ellos arzobispos, nobles, virreyes y santos.

#### Santuario de los Mártires
La parte más notable de los subterráneos, y la única con posibilidad de ser visitada, es el Santuario de los Mártires, excavado en roca debajo del presbiterio por orden del arzobispo Esquivel a inicios del siglo XVII e inaugurado en 1618. Debe su nombre a que contiene 179 nichos con presuntas reliquias de innumerables santos halladas en varios cementerios paleocristianos de Cagliari.
El santuario consiste de tres capillas, llamadas de la Virgen de los Mártires, de San Lucifer y de San Saturnino, una mezcla de estilos barroco, renacentista y neoclásico, que están por completo revestidas de mármol y sirven también de sepulcro de algunos miembros de la Casa de Saboya, reinante en Cerdeña entre 1730 y 1861.

### Otras obras de arte

#### La Dormición de la Virgen

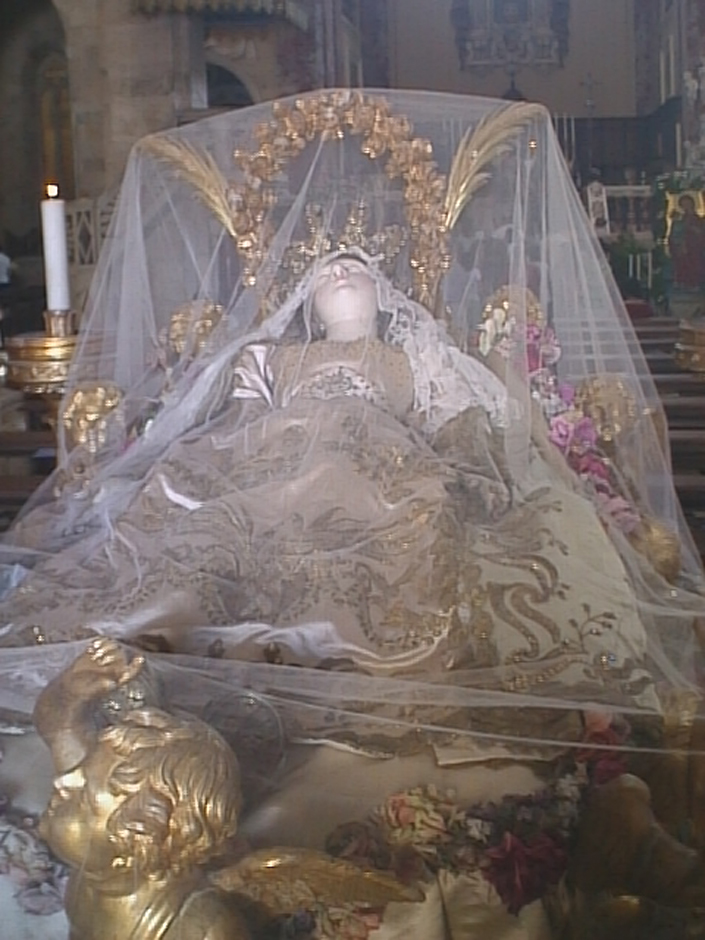
Imagen de la Dormición de la Virgen.

En la catedral de Cagliari, como en muchas iglesias de Cerdeña, el culto de la Asunción se funde con el de la Dormición de María, una advocación de origen oriental. En los días precedentes al 15 de agosto, solemnidad de la Asunción, y durante la semana siguiente, se coloca en la nave central una escultura de madera la Virgen de la Dormición (una representación durmiente, en espera de la resurrección y ascensión al cielo) sobre un fastuoso catafalco adornado con diez ángeles dorados, para ser venerada por los fieles. La imagen de la virgen, una obra de la escuela siciliana del siglo XIX, fue donada por la entonces futura reina María Cristina de Borbón, esposa de Carlos Félix de Savoya, durante el período de permanencia de la corte saboyana en Cagliari (1799-1814). Aún en la actualidad, con ocasión de la exposición en la catedral, la escultura es vestida con suntuosas prendas de los representantes de las mismas familias a que pertenecían las damas de la corte de María Cristina en Cagliari. La escultura de la Virgen fue donada al municipio de Cagliari y por ello se conservaba en un principio en el palacio de la ciudad; al inicio del siglo XX, cuando la municipalidad se mudó a un nuevo palacio, la escultura fue confiada al capítulo metropolitano y desde entonces se conserva en la sacristía de la catedral.

#### El tríptico de Clemente VII
La capilla aragonesa conserva un bello tríptico flamenco que perteneció al papa Clemente VII y cuya llegada a Cagliari está relacionada con la Santa Espina, también venerada en esta capilla.
Por documentos antiguos conservados en el Capítulo Metropolitano se sabe que la Santa Espina, junto con otras reliquias y obras de arte, llegaron a manos del arzobispo de Cagliari en septiembre de 1527. Los objetos habían sido robados de diversas iglesias de Roma y de los propios aposentos papales durante el saco de Roma de 1527 y eran transportados a bordo de un barco que de Gaeta se dirigía a Cagliari. Poco antes de llegar a puerto, la nave se topó con una tempestad, que según las creencias era una expresión de la cólera divina por el sacrilegio del robo. Una vez llegada la nave a Cagliari, se informó de los hechos al arzobispo, quien a su vez informó al papa Clemente VII para que este pudiese recuperar los objetos robados.

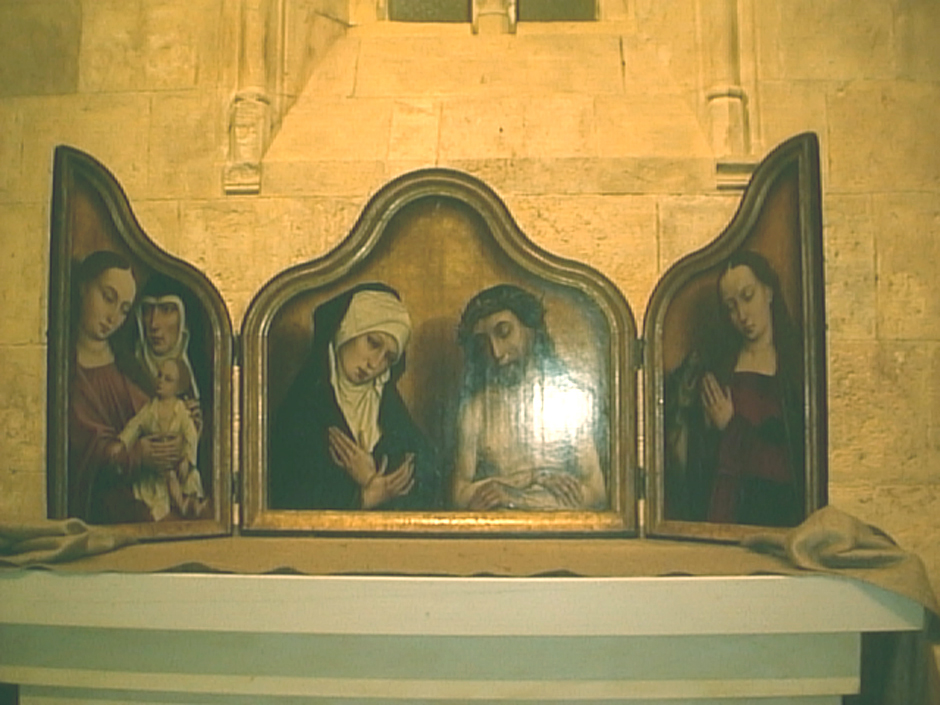
Tríptico de Clemente VII.

El pontífice, enterado de los hechos, decidió mediante una Carta Pontificia fechada del 23 de julio de 1531, dejar en donación a la catedral de Cagliari algunos objetos, entre ellos la Santa Espina y un magnífico tríptico flamenco, como señal de reconocimiento a la ciudad, a condición de que fueran expuestas duran la celebración de la Asunción. Tal tradición continúa en la actualidad.
El tríptico, una obra del siglo XV y atribuida al pintor flamenco Rogier van der Weyden, era propiedad de Clemente VII, quien lo tenía en su habitación cuando fue sustraído por los lansquenetes del emperador Carlos V en 1527. En la obra se representan, al centro, la Piedad, con la Virgen de los Dolores y Cristo con la corona de espinas, mientras que a la derecha están Santa Ana y la Virgen con el Niño, y a la izquierda, Santa Margarita y el dragón.